# Chamerernebti I.
Chamerernebti I. ist der Name einer altägyptischen Prinzessin und Königin der 4. Dynastie im Alten Reich. Sie war eine Tochter des Königs (Pharao) Cheops oder des Radjedef. Sie war außerdem die Gemahlin des Chephren und die Mutter des Königs Mykerinos.
Neben ihrem Sohn und späteren Regenten Mykerinos ist noch eine Tochter namens Chamerernebti II. von ihr bekannt. Im Grab dieser Tochter wird Chamerernebti I. an prominenter Stelle erwähnt.
Das Grab von Chamerernebti I. selbst ist bis heute nicht bekannt.